# Ed Miliband
Edward Samuel Miliband, dit Ed Miliband, né le 24 décembre 1969 à Camden (Londres), est un homme politique britannique, membre du Parti travailliste.
Rédacteur des discours de Gordon Brown à partir de 1994, il entre au gouvernement, dans lequel son frère David est secrétaire d'État aux Affaires étrangères, en 2007 comme chancelier du duché de Lancastre avec rang de ministre sans portefeuille. En 2008, il est promu secrétaire d'État à l'Énergie et au Changement climatique, un portefeuille nouvellement créé.
Après la défaite des travaillistes aux élections générales de 2010, il décide d'en briguer la direction, à l'instar de son frère. Classé plus à gauche que ce dernier, plus critique à l'égard de l'héritage de Tony Blair, il s'impose finalement sur le fil et devient chef de l'opposition à la coalition gouvernementale menée par le conservateur David Cameron. Après la défaite des travaillistes aux élections générales de 2015, il annonce le 8 mai 2015 qu'il démissionne de la direction du Parti travailliste. Jeremy Corbyn lui succède.
En 2020, il est nommé par Keir Starmer secrétaire d'État aux Entreprises, à l'Énergie et à la Stratégie industrielle de son cabinet fantôme, puis secrétaire d'État fantôme au Changement climatique et à la Neutralité carbone en 2021. À la suite de la victoire des travaillistes lors des élections générales de 2024, il est nommé secrétaire d'État à la Sécurité énergétique et à la Neutralité carbone.

## Éléments personnels

### Formation et carrière
Après avoir passé ses A-levels, il étudie la philosophie, les sciences politiques et les sciences économiques au Corpus Christi College de l'université d'Oxford, et obtient un bachelor of arts. Il entreprend par la suite des études supérieures à la London School of Economics (LSE), où il obtient un master of science.
Il entame alors une carrière de journaliste de télévision, qu'il abandonne rapidement pour devenir rédacteur de discours et chercheur auprès de Harriet Harman en 1993, puis de Gordon Brown l'année suivante. En 1997, il est nommé conseiller spécial de Brown, désormais chancelier de l'Échiquier, étant en particulier responsable de la rédaction de ses discours.
Il quitte le Royaume-Uni en 2003 et prend une année sabbatique pour étudier puis enseigner au centre d'études européennes de l'université Harvard. Il revient dans son pays en 2004 pour prendre la présidence du comité des conseillers économiques du Trésor royal.

### Famille
Il est le fils d'un couple de Polonais juifs, Marion Kozak et Ralph Miliband, philosophe marxiste né à Bruxelles. Son père a fui la Belgique au cours de la Seconde Guerre mondiale et sa mère la Pologne sous l'ère communiste.
Il est le frère de David Miliband, homme politique et ancien ministre, également membre du Labour.
Il a un temps fréquenté Liz Loyd, ancienne directrice adjointe de cabinet de Tony Blair, et partage depuis 2004 la vie de Justine Thornton, une avocate avec laquelle il a deux fils et vit à Londres.

### Jeunesse
Pendant sa jeunesse, il a travaillé comme critique de films sur LBC Radio, et a participé à son programme Three O'Clock Reviewers. Il a également été stagiaire auprès de Tony Benn, un travailliste de premier plan, et a aussi été membre entre 1992 et 1996 d'un groupe de musique amateur formé avec deux amis, Squashed Psyche.

## Parcours politique

### Député et premiers postes gouvernementaux
En mars 2005, il parvient à se faire désigner candidat du Parti travailliste dans la circonscription anglaise de Doncaster North, un fief du parti, contre un conseiller spécial du secrétaire d'État à la Défense, Geoff Hoon. Il reçoit pendant la campagne électorale une visite de soutien de Gordon Brown, et s'impose avec 55,5 % des voix lors du scrutin du 5 mai. Nommé secrétaire parlementaire au secrétariat du cabinet en mai 2006 dans l'administration de Tony Blair, il devient ministre au secrétariat du cabinet et chancelier du duché de Lancaster le 27 juin 2007 lorsque Gordon Brown succède à Blair comme Premier ministre. Son frère David étant secrétaire d'État aux Affaires étrangères, c'est la première fois depuis 1938 que deux frères siègent ensemble au Conseil des ministres.

### Secrétaire d'État au Changement climatique

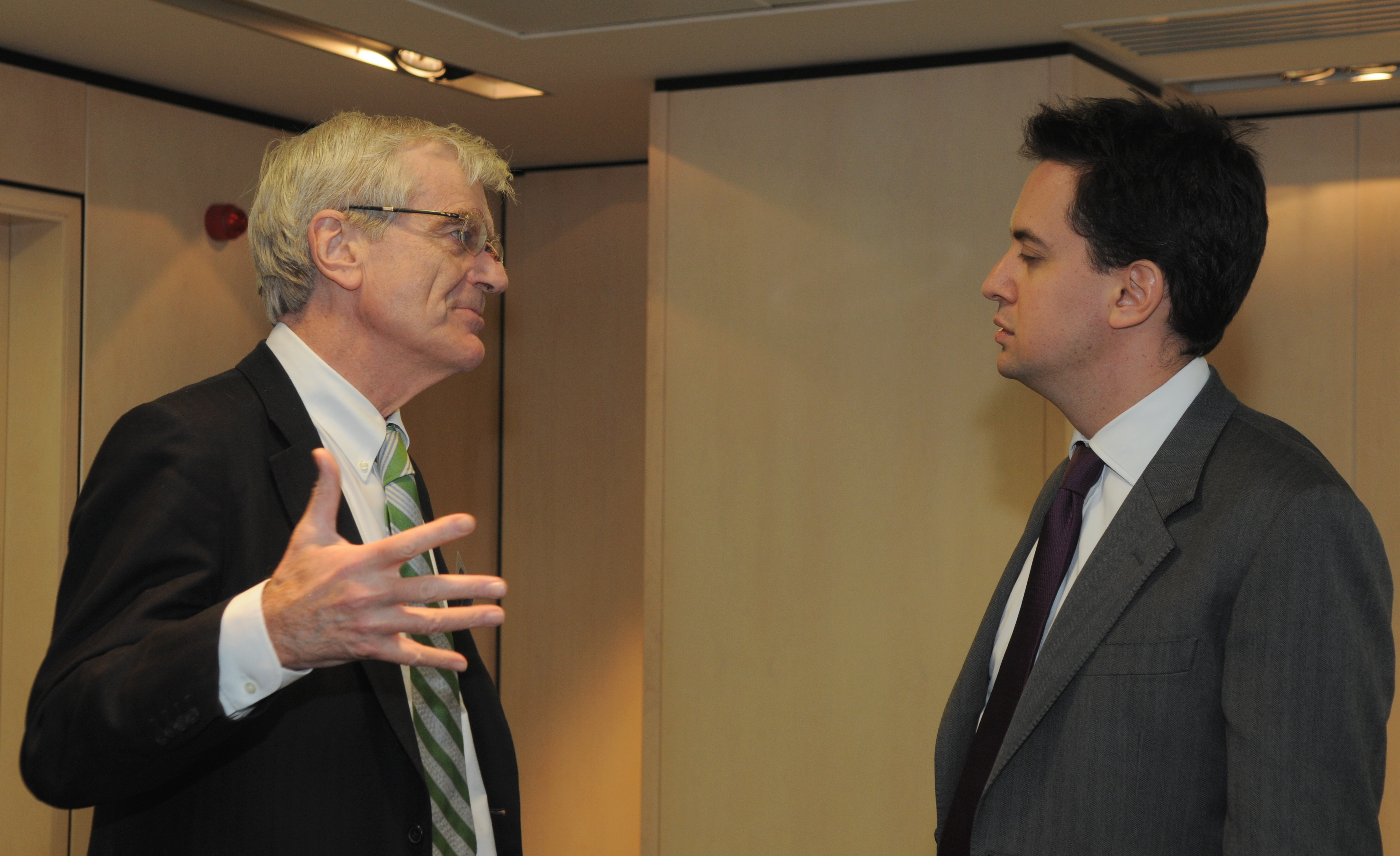
Ed Miliband et Richard Lambert en 2008.

Le 3 octobre 2008, Ed Miliband est désigné au nouveau poste de secrétaire d'État à l'Énergie et au Changement climatique. Il annonce deux semaines plus tard son intention de légiférer pour réduire les émissions de gaz à effet de serre de 80 % d'ici à 2050, contre 60 % précédemment annoncés. À la suite de la défaite des travaillistes aux élections législatives du 6 mai 2010, lors desquelles il est réélu avec 47 % des voix, il renonce à son portefeuille le 11 mai.

### Course à la direction du Labour
Quatre jours plus tard, il fait savoir qu'il brigue la direction du Labour, laissée vacante par la démission de Gordon Brown, imitant ainsi son frère aîné. Ed se situe toutefois plus à gauche que David, qui souhaite maintenir le parti au centre. En outre quatre autres candidats, dont Ed Balls et Andy Burnham, figures de la jeune génération, ont choisi de se présenter à ce scrutin. Le 27 mai, il dispose du soutien de 45 députés, là où 33 parrainages suffisent. Il récolte finalement le soutien de 63 députés, 6 députés européens et 39 fédérations du parti, se classant ainsi deuxième en termes de soutiens derrière son frère David.

### Leader des travaillistes et chef de l'opposition

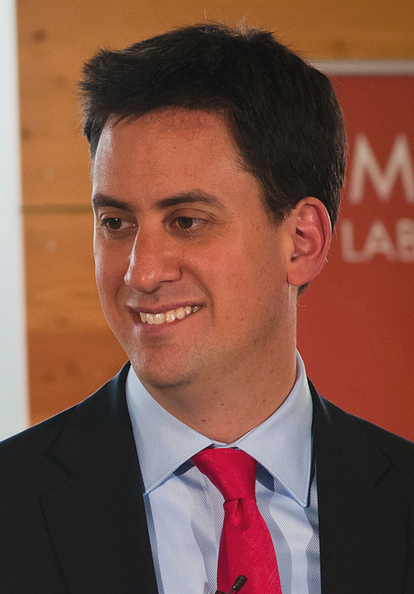
Ed Miliband en 2010.

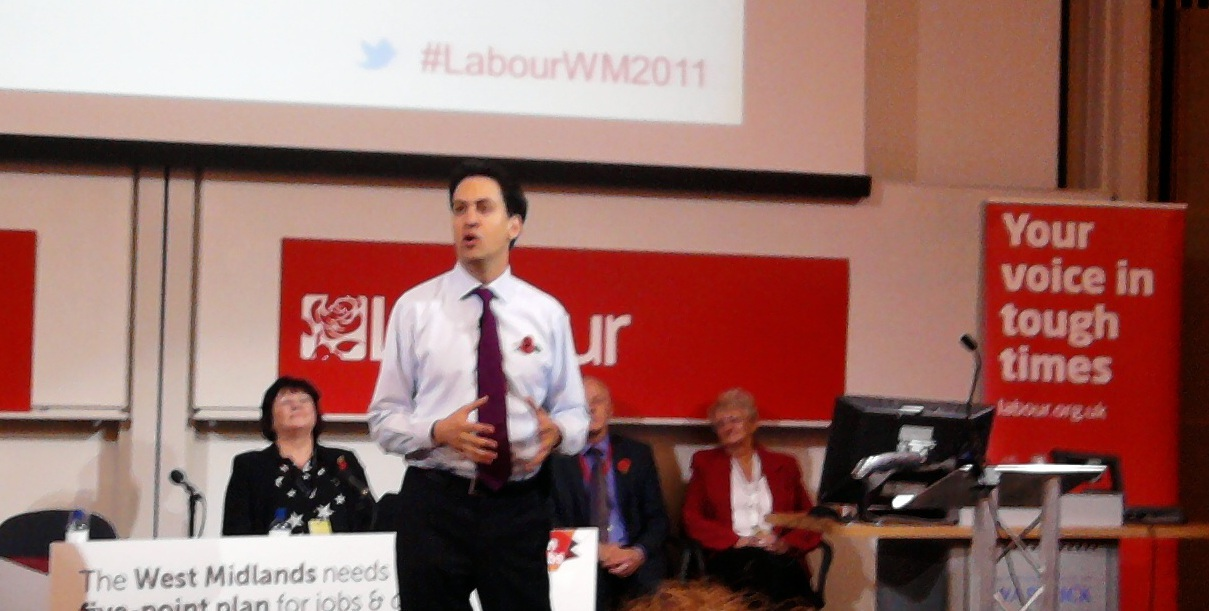
Ed Miliband en 2011.

Longtemps donné battu par son aîné, il effectue une remontée en fin de campagne et finit par s'imposer d'une courte tête à l'issue du comptage final des voix, bien que son frère se soit imposé en termes de premiers choix. Dès le lendemain de son élection, il dénonce son nouveau surnom, Ed le Rouge, comme faisant partie d'images « fatigantes et aussi stupides » et nie tout virage à gauche, affirmant notamment qu’il a pour but de montrer que le Labour est « du côté de la classe moyenne étranglée […] et de ceux qui travaillent dur et veulent aller de l'avant », l‘autre objectif étant de « ramener le parti au pouvoir ». Il ajoute en outre qu'il soutiendra certaines coupes budgétaires, déclarant que les services publics « vont devoir apprendre à faire mieux avec moins ».
Après la défaite des travaillistes aux élections législatives de 2015, il annonce le 8 mai 2015 qu'il démissionne de la direction du Parti travailliste.

## Opinions
Miliband se décrit lui-même comme un nouveau genre de travailliste, cherchant à aller au-delà des divisions engendrées par le blairisme et le brownisme et appelant à la fin du « factionnalisme et des psychodrames » du passé. Il a aussi évoqué à plusieurs reprises la nécessité d'une « nouvelle politique ». Durant la campagne pour la présidence du parti, il affiche sa fibre socialiste et n'hésite pas à critiquer certaines orientations du gouvernement Blair, telles que la politique sur les libertés civiles ou la participation à la guerre d'Irak. Il invite le Royaume-Uni à se convertir à « un capitalisme en adéquation avec le peuple ». Bien qu'il n'ait pas été au Parlement quand la participation au conflit en Irak a été votée, il reste très critique sur cette décision. Pourtant, il a soutenu l'intervention du Royaume-Uni en Afghanistan et en Libye.
Il est partisan du mariage homosexuel, souhaite instaurer un taux d'imposition permanent de 50 % pour les plus hauts revenus, une taxe sur les transactions financières, transformer Northern Rock en coopérative et instituer un salaire maximal. Il s'est aussi prononcé en faveur d'un service national de santé,.
Au sein du Parti travailliste, Ed Miliband a aussi adoubé la tendance Blue Labour, fondée par Maurice Glasman. Elle se concentre sur la famille et l'amitié au sein de la société plutôt que sur la richesse matérielle et se montre extrêmement critique vis-à-vis du libre-marché et de l'État tout-puissant. Certains observateurs soulignent l'influence de ce mouvement sur le discours de Miliband, ce dernier taclant en 2011 « le capitalisme prédateur et productif »,.
En mars 2012, Miliband réitère son soutien au mariage pour tous en déclarant notamment : « Je souscris complètement au fait que les couples homosexuels doivent avoir les mêmes droits que les autres et qu'ils méritent la reconnaissance de l'État et de la société, comme tout le monde ».
Il critique les bombardements israéliens menés en 2014 dans la bande de Gaza, déclarant qu’il ne pouvait « expliquer, justifier ni défendre les morts atroces de centaines de Palestiniens ». En signe de protestation, Kate Bearman, ancienne directrice du groupe parlementaire Labour Friends of Israel, démissionne du parti. En 2014 également, il incite les députés travaillistes à se prononcer en faveur de la reconnaissance de la Palestine lors d'un vote au Parlement. Ce geste symbolique pourrait lui « coûter très cher », note le journaliste Aaron Bastani. Un député affirme que conserver le soutien d’une communauté juive acquise au Labour s’avèrerait « un défi ardu, si ce n’est insurmontable ».

### Critiques
En 2010, Miliband accuse le chef des conservateurs et Premier ministre David Cameron de « tout sacrifier sur l'autel de la réduction des déficits » et de pratiquer une « vieille politique », citant ses promesses non tenues concernant la criminalité, la police, les bonus bancaires et les allocations familiales.
Miliband se montre aussi particulièrement critique à l'égard du libéral-démocrate et vice-Premier ministre Nick Clegg lorsque, en 2010, ce dernier forme une coalition avec les conservateurs, l'accusant de « trahison » et de « vendre » ses électeurs au plus offrant.
En 2011, au moment du référendum sur le vote alternatif, Miliband refuse de partager la tribune avec Clegg, indiquant qu'il était devenu « trop toxique » de s'associer à lui et qu'il nuirait à la campagne du oui.
À la direction du Parti travailliste, Miliband a tenu un certain nombre de discours visant à attirer les libéraux-démocrates mécontents, différenciant le Livre orange (qui défend une ligne proche des conservateurs) et les libéraux-démocrates, positionnés au centre-gauche.

## Résultats électoraux

### Chambre des communes
| Élection          | Circonscription | Parti | Parti        | Voix   | %    | Résultats |
| ----------------- | --------------- | ----- | ------------ | ------ | ---- | --------- |
| Générales de 2005 | Doncaster North |       | Travailliste | 17 531 | 55,5 | Élu       |
| Générales de 2010 | Doncaster North |       | Travailliste | 19 637 | 47,3 | Élu       |
| Générales de 2015 | Doncaster North |       | Travailliste | 20 708 | 52,4 | Élu       |
| Générales de 2017 | Doncaster North |       | Travailliste | 25 711 | 60,8 | Élu       |
| Générales de 2019 | Doncaster North |       | Travailliste | 15 740 | 38,7 | Élu       |
| Générales de 2024 | Doncaster North |       | Travailliste | 16 231 | 52,4 | Élu       |